# Orgel von St. Cyprian und Cornelius (Ganderkesee)

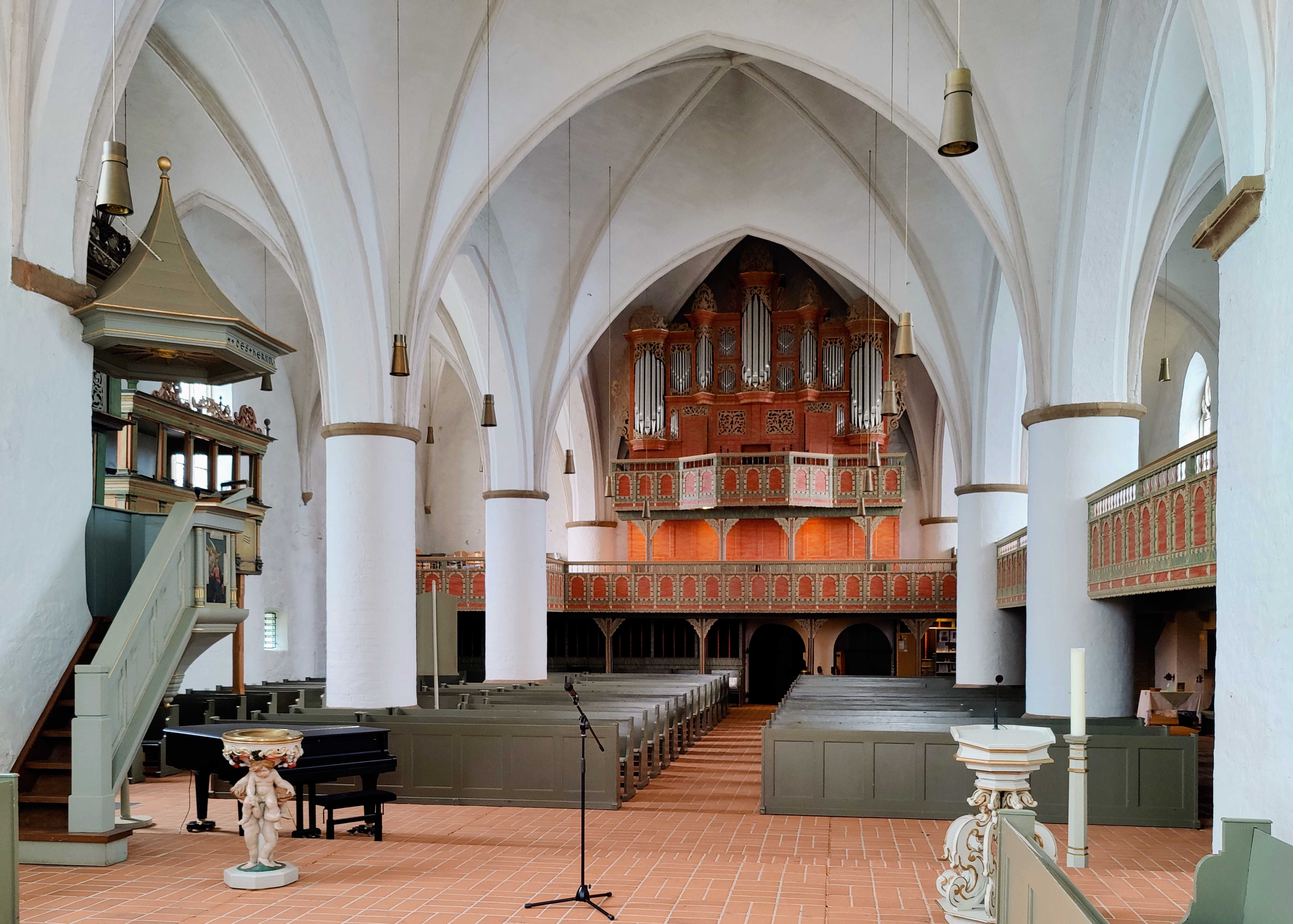
Orgel im Raum (2022)

Die Orgel von St. Cyprian und Cornelius in Ganderkesee wurde 1699 von Arp Schnitger erbaut. Die Orgel verfügt heute über 22 Register, zwei Manuale und Pedal.

## Baugeschichte

### Neubau durch Schnitger 1699

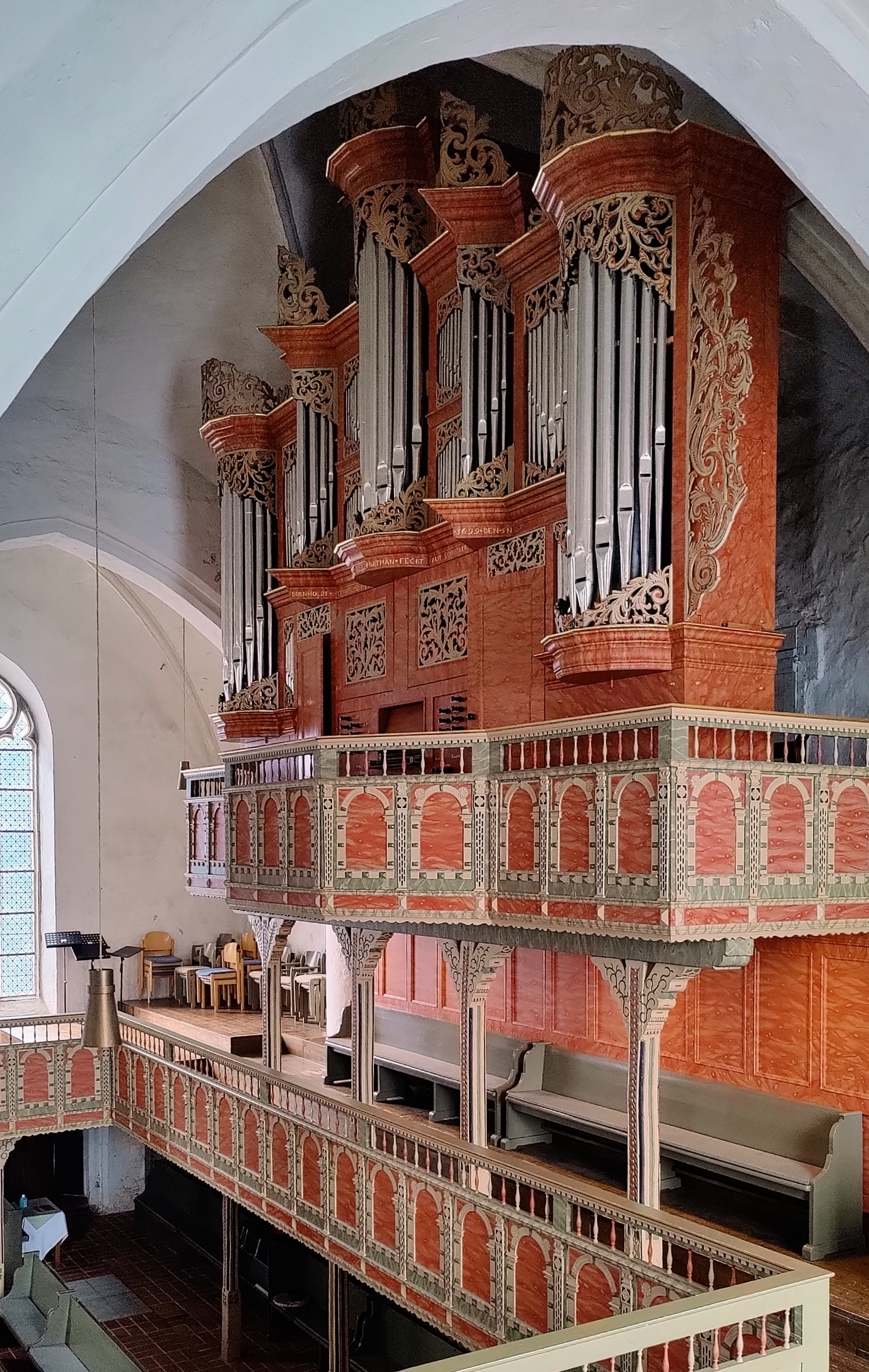
Standort auf der Doppelempore

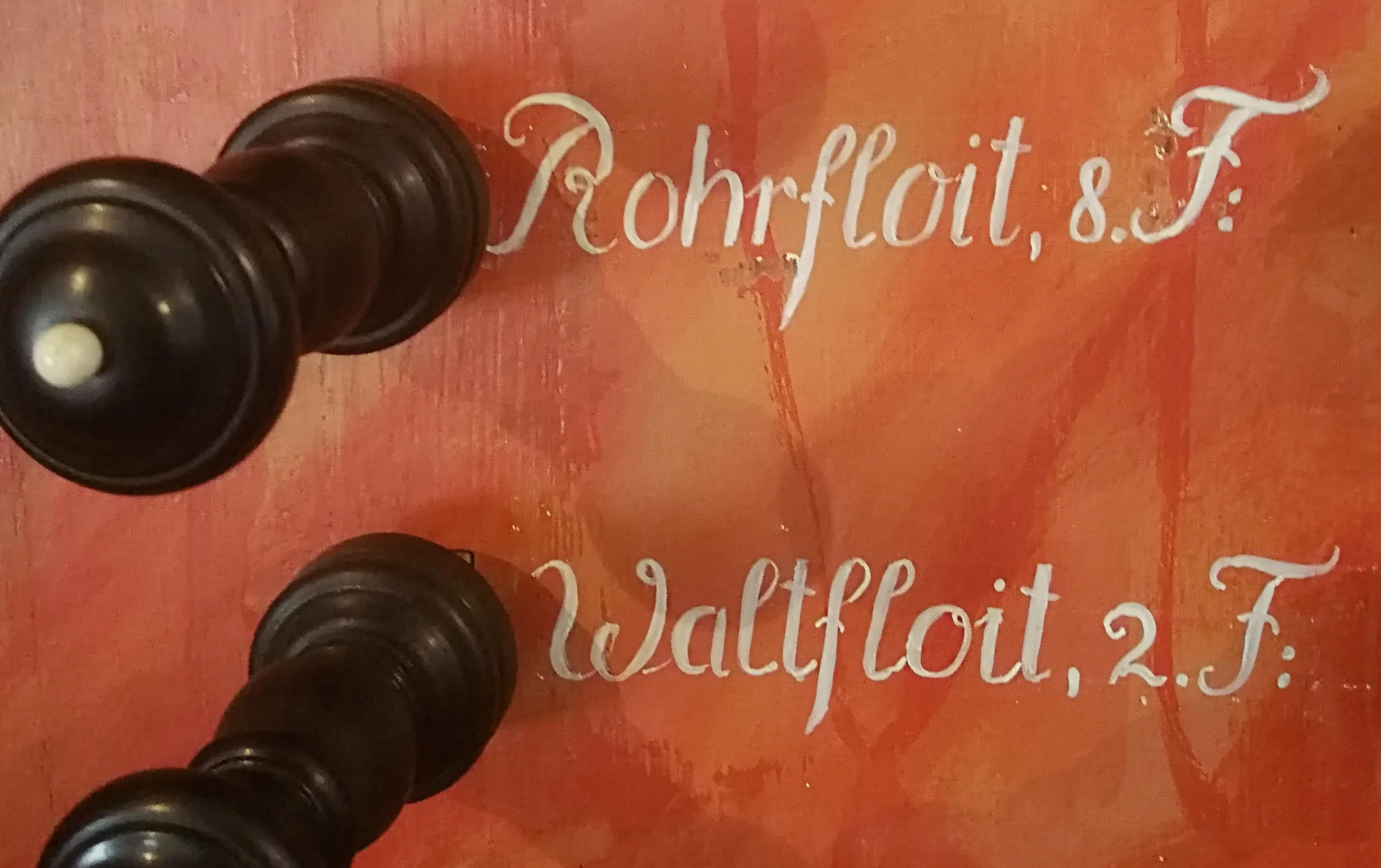
Manubrien

Schnitger baute die Orgel entsprechend dem Kontrakt von 19. April 1699 mit 16 Registern im Hauptwerk, Brustwerk und angehängtem Pedal. Von dem vereinbarten Preis von 480 Reichstalern wurden bei der Kontraktunterzeichnung zunächst nur 50 und bei der Anlieferung weitere 50 Rtlr. gezahlt. Erst bei erfolgreicher Abnahme sollte die Zahlung der Restsumme von 380 Rtlr. erfolgen. Üblich war ansonsten eine Aufteilung in drei Drittel gewesen. Die Orgel wurde auf der neuen Westempore aufgestellt und nach sechs Monaten am 17. Oktober 1699 durch den Oldenburger Organisten J.H. Wichard abgenommen. An dem Neubau war Otto Diedrich Richborn beteiligt, der zwischen 1697 und 1700 Geselle Schnitgers war.
Das Hauptwerk weist den für Schnitger typischen fünfteiligen Aufbau mit polygonalem Mittelturm, zwei seitlichen Spitztürmen und dazwischen doppelgeschossigen Flachfeldern auf. Das bekrönende Schnitzwerk und das Schleierwerk in den Pfeifenfeldern und Brustwerktüren bestehen aus Akanthusmotiven mit Voluten. Die Prospektpfeifen bestehen aus bleihaltigem Metall und wurden deshalb nicht im Ersten Weltkrieg abgeliefert. Im Brustwerk findet sich keine Zungenstimme.

### Erweiterung durch Klapmeyer 1760
Im Jahr 1760 ergänzte Johann Hinrich Klapmeyer ein selbstständiges Pedal mit sechs Stimmen in zwei seitlichen Pedaltürmen. Die neuen Türme und Schnitgers Hauptwerk werden durch Flachfelder mit stummen Pfeifen miteinander verbunden, darunter befindet sich auf beiden Seiten ein kleines Pfeifenfeld mit jeweils vier Blendpfeifen. Die Form der Prospektpfeifen ist denen von Schnitger angepasst, das Akanthusblattwerk ist gegenüber Schnitger etwas dünner gestaltet. Im Jahr 1766 hatte die Orgel eine rote Fassung und waren die Kanten der beiden Gesimskränze vergoldet.

### Spätere Arbeiten
Johann Claussen Schmid reparierte die Orgel, ersetzte die Bälge und Windkanäle und tauschte im Jahr 1819/1820 unter anderem die Pedal-Mixtur gegen einen Subbass 16′ aus, denn bei allen Vorzügen bestünde ein Mangel: „beim Praeludieren fehlt leider das unentbehrliche Register Subbass 16′ im Pedal“. Durch seinen Sohn Johann Martin Schmid erfolgte im Jahr 1889/1890 ein Umbau, der das Klangkonzept des Instruments eingreifend veränderte und hohe Register durch grundtönig klingende ersetzte. 1929 baute der Lübecker Karl Kemper ein elektrisches Gebläse ein.
Verschiedene Umbauten im 20. Jahrhundert führten zu weiteren Veränderungen. Alfred Führer nahm  1934/1935 und 1948 Umdisponierungen vor und näherte sich dabei wieder der ursprünglichen Disposition an, ersetzte in diesem Zuge aber auch die Trompete 8′ im Hauptwerk. Bei allen Mängeln, die aus heutiger Sicht erkennbar sind, gilt die Vorgehensweise Führers mit seinem Respekt gegenüber der historischen Substanz als Pionierleistung der frühen Orgelbewegung. Während des Zweiten Weltkriegs lagerte man die Orgel aus. Emil Hammer Orgelbau nahm den Wiedereinbau im Jahr 1946 vor. 1958 baute Gustav Brönstrup zwei der Führer-Register um. Im Jahr 1966 erfolgte eine nochmalige Restaurierung durch Führer, der sich weitgehend an die Disposition von 1699/1700 anlehnte, aber den technischen Bereich in moderner Bauweise teilweise erneuerte.

### Restaurierung
Da die bisherigen Restaurierungsbemühungen unbefriedigend blieben, begann im Jahr 2003 eine dritte Restaurierung durch Führer, die durch die Auflösung der Firma unterbrochen wurde. Heiko Lorenz, der die Werkstatt neu gegründet hatte, vollendete die Arbeiten 2004/2005. Alle nach 1760 angefertigten Register wurden stilgetreu rekonstruiert. Der im 20. Jahrhundert ersetzte Subbass 16′ wurde in alter Bauweise neu erstellt und in der Disposition beibehalten. Lorenz rekonstruierte drei Keilbälge und die fehlenden vorderen Tastenbeläge der originalen Manual-Klaviaturen. Das Projekt kostete 320.000 Euro und wurde von Harald Vogel betreut.

## Disposition seit 2005
| I Hauptwerk CDEFGA–c3 |       |      |
| Principal             | 8′    | S    |
| Quintadena            | 16′   | S    |
| Rohrflöte             | 8′    | S    |
| Octave                | 4′    | S    |
| Super Octave          | 2′    | S    |
| Wald Flöte            | 2′    | HL   |
| Quinte                | 1 ⁄3′ | HL   |
| Sesquialtera II       |       | S/HL |
| Mixtur IV             |       | HL   |
| Trompete              | 8′    | HL   |

| II Brustwerk CDEFGA–c3 |       |    |
| Gedackt                | 8′    | S  |
| Blockflöte             | 4′    | S  |
| Octave                 | 2′    | HL |
| Spitzflöte             | 2′    | S  |
| Sifflöte               | 1 ⁄3′ | HL |
| Scharff III            |       | HL |

| Pedal CDE–d1 |     |         |
| Subbass      | 16′ | HL      |
| Principal    | 8′  | Kl      |
| Octave       | 4′  | Kl      |
| Posaune      | 16′ | Kl/Schm |
| Trompete     | 8′  | HL      |
| Trompete     | 4′  | HL      |

- Koppeln: Manual-Schiebekoppel (S)
- Tremulant (Bocktremulant auf das ganze Werk) (S)

Anmerkungen
S = Schnitger (1699)
Kl = Klapmeyer (1760)
Schm = Schmid (1820)
HL = Lorenz (2005)

## Technische Daten
- 22 Register, 28 Pfeifenreihen
- Windversorgung:

  - 3 Keilbälge (Lorenz)
  - Winddruck: 68 mmWS
- Windladen: Manuale (Schnitger), Pedal (Klapmeyer)
- Traktur:
  - Klaviaturen: Manuale (Schnitger, Belege: Lorenz), Pedal (Lorenz)
  - Tontraktur: Mechanisch
  - Registertraktur: Mechanisch
- Stimmung:
  - Modifizierte mitteltönige Stimmung (wie bei der Orgel in Stade/St. Cosmae)
  - Tonhöhe ca. ein Halbton über a1 = 440 Hz

## Aufnahmen/Tonträger
- Vollständigkeit anstrebende Diskografie